# Xiangrong (köpinghuvudort i Kina, Liaoning Sheng, lat 40,14, long 123,12)
Xiangrong (kinesiska: 相荣) är en köpinghuvudort i Kina. Den ligger i provinsen Liaoning, i den nordöstra delen av landet, omkring 190 kilometer söder om provinshuvudstaden Shenyang. Antalet invånare är 15 073. Befolkningen består av 7 258 kvinnor och 7 815 män. Barn under 15 år utgör 15,0 %, vuxna 15-64 år 73 %, och äldre över 65 år 11,0 %.
Runt Xiangrong är det ganska tätbefolkat, med 166 invånare per kvadratkilometer. Närmaste större samhälle är Xindian, 3,7 km söder om Xiangrong. Trakten runt Xiangrong består till största delen av jordbruksmark.
Genomsnittlig årsnederbörd är 1 190 millimeter. Den regnigaste månaden är juli, med i genomsnitt 387 mm nederbörd, och den torraste är januari, med 8 mm nederbörd.